# 土御門泰重
土御門 泰重（つちみかど やすしげ）は、江戸時代前期の公卿・陰陽家。陰陽頭・土御門久脩の子。官位は従二位。土御門家32代当主。

## 経歴
父は豊臣秀次の事件に連座して失脚したため、一時衰微していたが、豊臣秀吉死後の慶長8年（1603年）に元服して正六位上右近将監兼蔵人に任じられ、同17年（1612年）には中務大丞に転じる。だが、家業の暦学において失態があり、元和2年（1616年）に賀茂朝臣氏系の幸徳井友景に暦学の権限を譲る。その結果、2年後には友景は陰陽頭に任じられ、泰重は後に天文博士から左兵衛督に転じた。しかし、後に友景と不仲になり土御門家による陰陽道再興を志向したために、陰陽道の権限を巡って安倍氏系土御門家と賀茂氏系幸徳井家の長期にわたる内紛の原因となった。
ただし陰陽頭職については、父である土御門久脩が陰陽頭であった事から、泰重も同職には一時就任していたと見られる。
しかし後水尾天皇と後水尾帝生母である近衛前子(中和門院)からの信頼が厚く、天皇側近としての職務に忙殺されたため、本業である陰陽道(天文道)に注力出来なかった。よって元和２年(1616)、まず後水尾帝に申し出て賀茂氏嫡流断絶以来暫定的に預かっていた暦博士職を幸徳井家に委譲する事を奏請して認められる。さらに元和4年(1618)には、陰陽頭職すらも兼職が難しいという事で幸徳井家から陰陽頭職を任じる旨奏上し、許可を得て一旦陰陽道から距離を置いた。
泰重としては、幸徳井家が賀茂氏庶流(しかも安倍氏輩出の賀茂氏庶流)であるのに対して、土御門家は安倍氏嫡流を保っていた事から、然るべき時期に陰陽頭職は嫡流を保つ土御門家のもとに戻ってくる事を念頭においていたと思われる。
しかして、その計画は幸徳井家も後継者不足になった事などから後代に土御門泰福によって現実のものとなり、天和3年(1683)に土御門家は陰陽道宗家となった。
寛永12年1月5日（1635年2月22日）に従三位となり、慶安2年（1649年）に従二位にまで昇った。
寛文元年（1661年）、薨去。享年69。日記に『泰重卿記』がある。

## 系譜
- 父：土御門久脩
- 母：家女房
- 妻：織田信重の娘
  - 男子：土御門泰広
  - 男子：土御門隆俊
- 生母不明の子女
  - 男子：土御門泰福? - 泰福の父については諸説あり
  - 女子：河鰭基秀正室

## 登場作品
NHK大河ドラマ
- 葵 徳川三代（2000年） - 演：佐藤祐四